# Marcellinus
Marcellinus byl 29. papežem katolické církve. Zvolen papežem byl 30. června 296, zemřel v roce 304. Církví je uctíván jako světec.

## Život
Datum narození není známo. Z epitafu jáhna Severa v Kalixtových katakombách víme, že za Marcellinova pontifikátu zde byly zbudovány nové pohřební komory. Mělo se tak stát ještě před zahájením největší perzekuce křesťanů za Diocletianovy vlády, při níž byly katakomby zkonfiskovány, stejně jako všechna ostatní shromaždiště křesťanů. Italský archeolog De Rossi předpokládá, že křesťané zablokovali vstup do hlavní části katakomb, aby uchránili hroby mnoha mučedníků, kteří tam byli pohřbeni.
Žádný dobový pramen nezmiňuje, že by zemřel mučednickou smrtí. Později se dokonce vyskytla obvinění, že odevzdal svaté knihy hned po prvním císařově ediktu a že obětoval bohům, aby zachránil svůj život. Na Marcellina útočil zejména africký biskup Petilianus a pověsti o jeho zradě byly zejména u donatistů v Africe velmi živé. Na počátku 6. století se dokonce objevily fragmenty zápisů z údajného tajného jednání synodu 300 biskupů, na kterém se měl papež ze svých činů zodpovídat. Dva dny prý zapíral a třetího dne se ke zradě přiznal. Dnes se považuje za prokázané, že tyto zápisy jsou padělkem a zmíněný synod se nikdy nekonal. Marcellina se mimo jiné horlivě zastával i svatý Augustin.
Na druhé straně v četných pramenech pocházejících z 5. a 6. století, obsahujících seznamy římských biskupů, jméno papeže Marcellina buď chybí úplně, nebo je zřetelně vymazáno. To nemůže být zcela náhodné a ukazuje to spíše na to, že jistá podezření o činnosti papeže v době Diokleciánova pronásledování křesťanů přetrvávala. Nicméně křesťanská obec navzdory všem pověstem jeho hrob nadále uctívala.
Podle Liber Pontificalis zemřel papež Marcellinus 26. dubna 304. Toto datum je však zřejmě zcela chybné. Podle jiných pramenů je nejpravděpodobnější datum úmrtí 24. nebo 25. říjen. Byl pohřben v katakombách sv. Priscilly na Via Salaria. Obvyklé pohřebiště papežů, Kalixtovy katakomby, byly totiž v té době císařem zkonfiskovány.
Katolická církev se přidržuje Liber Pontificalis a památku tohoto papeže uctívá 26. dubna.